# Krčava
Krčava je obec na Slovensku. Nachází se v Košickém kraji, v okrese Sobrance. Obec má rozlohu 23,23 km² a leží v nadmořské výšce 272 m. V roce 2011 v obci žilo 355 obyvatel. První písemná zmínka o obci pochází z roku 1414.

## Název
Název utvořený příponou prostoru - ava dle větší plochy získané klučením. 